# Kaliangkrik (plaats)
Kaliangkrik is een bestuurslaag in het regentschap Magelang van de provincie Midden-Java, Indonesië. Kaliangkrik telt 3700 inwoners (volkstelling 2010).